# Edna (Teksas)
Edna – miasto w Stanach Zjednoczonych, w stanie Teksas. Jest siedzibą władz i największą miejscowością hrabstwa Jackson, będącym historycznie ważnym ośrodkiem rolniczym i naftowym regionu. Według danych szacunkowych z 2024 liczy 6039 mieszkańców. 
Miasto położone jest w stosunkowo niewielkiej odległości od innych ważnych ośrodków regionalnych:
- Port Lavaca, ok. 30 km na południe od Edny.
- Victoria, ok. 50 km na południowy zachód od Edny.